# Cesta do lesa
Cesta do lesa je český film Tomáše Vorla z roku 2012. Jedná se o pokračování komedie Cesta z města z roku 2000 a jde zároveň o Vorlův v pořadí osmý celovečerní film.

## Děj
Honza Marák (Tomáš Hanák) už před časem rezignoval jako "ajťák" a koupil chatu na konci malé vesnice, kam se přestěhoval se svou manželkou Markétou (Barbora Nimcová), dcerou Anynou (Anna Kameníková) a synem Sayenem. Honza začal pracovat jako pomocný dělník v lese, spravuje cesty, těží dřevo. Markéta se mezitím živí jako léčitelka a masážemi s pomocí lektvarů. Do lektvarů přidává různé psychotropní látky a houby, což je občas středem konfliktu mezi starousedlíky a také protidrogovou policií. Annya zatím navštěvuje přespolní ZDŠ, kde ale stále propadá. Místo aby se učila, toulá se po lesích a místo papírových učebnic čerpá vědomosti z přírody.
Mezi takové starousedlíky se řadí známá rodina Papošových. Ludva Papoš (Bolek Polívka) vlastní statek, celý rok se stará o úrodu. Jeho druhou vášní je střílet divočáky nebo popíjení v hospodě. Jeho manželka Vlasta (Eva Holubová) pracuje jako dělnice v lese spolu s dalšími ženami. Z jejich syna Ludvy jr. zatím vyrostl mládenec. Na statku s rodiči však nebydlí a s otcem odmítá sedlačit. Vystudoval vysokou lesnickou školu a pracuje jako adjunkt v revíru pana Josefa Cvrka Jiří Schmitzer) a žije v hájence uprostřed lesa, sám se psem.

## Obsazení
| Tomáš Vorel ml. | revírník Ludva       |
| Lucie Šteflová  | Ludvova žena Anyna   |
| Eva Holubová    | lesní dělnice Vlasta |
| Bolek Polívka   | sedlák Ludva Papoš   |
| Tomáš Hanák     | lesní dělník Honza   |
| Barbora Nimcová | léčitelka Markéta    |
| Vojtěch Vovesný | Sayen                |
| Milan Šteindler | předseda myslivců    |
|                 |                      |
| Anežka Rusevová | lesní dělnice        |
| Jiří Schmitzer  | Josef Cvrk           |